# Simona Brambilla
Pour les articles homonymes, voir Brambilla.
Simona Brambilla est une religieuse italienne, née le 27 mars 1965 à Monza (Italie). 
En 2025, elle est nommée préfète du Dicastère pour les instituts de vie consacrée et les sociétés de vie apostolique, devenant la première femme à devenir préfète au Vatican. 

## Biographie
Simona Brambilla est née à Monza le 27 mars 1965.
Infirmière diplômée en 1986, elle entre dans la congrégation des Sœurs missionnaires de la Consolata en 1988, où elle prononce ses premiers vœux en 1991 puis ses  vœux perpétuels en 1999. 
En 1998, elle obtient une licence en psychologie à l'université pontificale grégorienne. Elle se rend ensuite en Mozambique comme missionnaire à partir de 1999. Elle rentre ensuite à Rome, où elle enseigne à l’Institut de psychologie de la grégorienne de 2002 à 2006, et où elle obtient un doctorat en psychologie en 2008.
Le 7 juin 2011, elle est élue comme supérieure de son ordre, confirmée comme tel en 2017. Son mandat cesse le 27 mai 2023, sœur Lucia Bartolomasi prenant sa suite. 
Le 7 octobre 2023, elle est nommée secrétaire du Dicastère pour les instituts de vie consacrée et les sociétés de vie apostolique. Puis elle est nommée membre du Dicastère pour les instituts de vie consacrée et les sociétés de vie apostolique en 2019.
Le 6 janvier 2025, le pape François la nomme préfète du même dicastère, devenant la première femme à devenir préfète au Vatican et succédant au cardinal brésilien João Braz de Aviz,. Le cardinal Ángel Fernández Artime est nommé pro-préfet, soit son adjoint : c'est inédit d'avoir une religieuse ayant autorité sur un cardinal.